# ワット・ベンチャマボーピットドゥシットワナーラーム
'ワット・ベンチャマボーピット・ドゥシットワナーラーム＝ラーチャウォーラウィハーン（Thai: วัดเบญจมบพิตรดุสิตวนารามราชวรวิหาร Wat Benchamabophit Dusitwanaram）は、タイのバンコクにある仏教寺院。通称ワット・ベンチャマボピット。別名大理石寺院。ベンチャとは、サンスクリット語起源の「5」のことであり、ボピットは僧侶から王もしくはそれに近い高貴な王族に対し使われる「貴方（きみ）」である。これらからわかるとおり、ラーマ5世所縁の寺院である。

## 所在地
- Si Ayutthaya Rdのドゥシット区。

## アクセス
- ラーマ5世騎馬像より徒歩5分

## 歴史
ラーマ3世の治世下の1826年当時タイの朝貢国であったラオスのアヌウォンが反旗を翻した際に書かれた記録ワット・レーム วัดแหลม あるいはワット・サーイ・トーン วัดไทรทอง と言う名前で登場する。もともとは小さいお堂だったようで、サーイ・トーンとは、寺を目指す際の目印となった樹木の名称である。時代は下ってラーマ4世（モンクット王）の時代に勅命でワット・ベンチャマボーピットという現在の名前に近い名前が下賜された。1899年、ラーマ5世の命によりスワーン・ドゥシット宮殿を造成するのに際して現在の本堂が建立された。

## デザイン
デザインは異母弟のナリッサラーヌワッティウォン王子によるものとされるが、イタリア人建築家のエルキュール・マンフレッディが担当した他、マリオ・タマーニョら、お雇いイタリア人らの技師による西洋技術が大いに利用されており、タイの絶対王政下における代表的建築の一つとされる。
大理石寺院の別名のとおり、屋根瓦以外のほとんどの建材にイタリア、カラーラ産の大理石を使用している。屋根には鮮やかなオレンジ色の瓦が使われ、窓にはステンドグラスがはめ込まれている。本尊仏は、青銅製であり右手で地面を指さした降魔印をする、一般にタイで最も美しいとされるピッサヌローク県のワット・プラシー・ラタナマハタートのチナラート仏を模したものである。ラーマ5世はこの仏像を非常に敬愛し、ピサヌロークで鋳造させて本寺院まで水運させたといわれている。

## その他
- 敷地内にワット・ベンチャマボーピットドゥシットワナーラーム国立博物館を付設している。
- 2013年2月5日に開幕した第63回さっぽろ雪まつりでは、大通7丁目会場に雪像として同寺院が再現された。

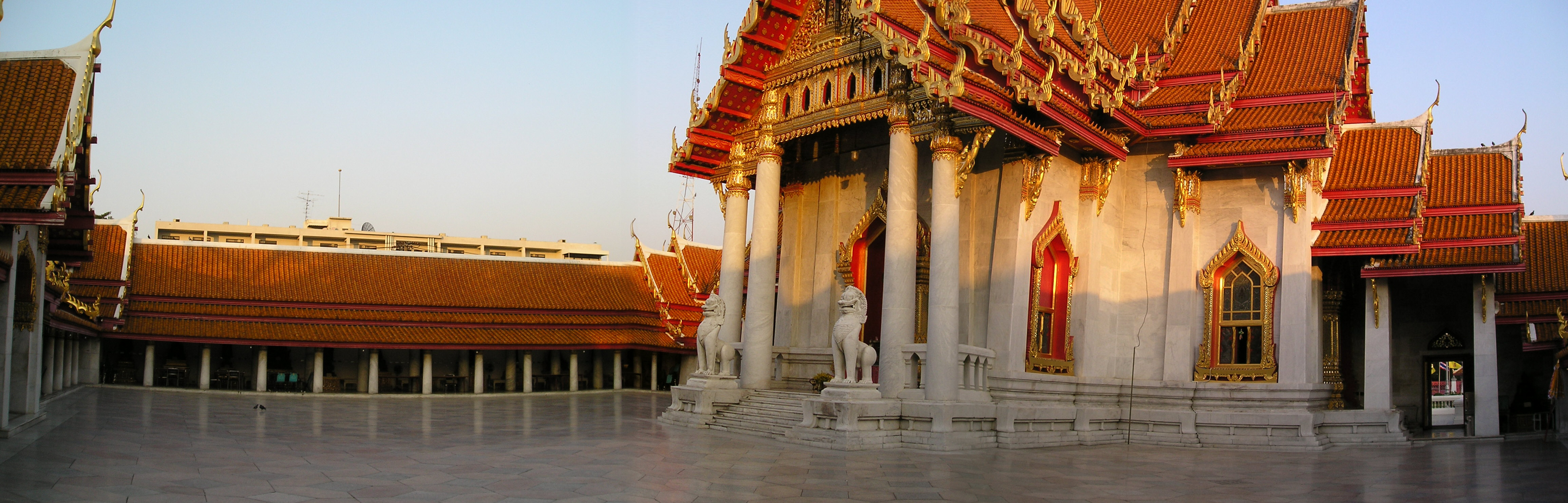
寺院のパノラマ写真

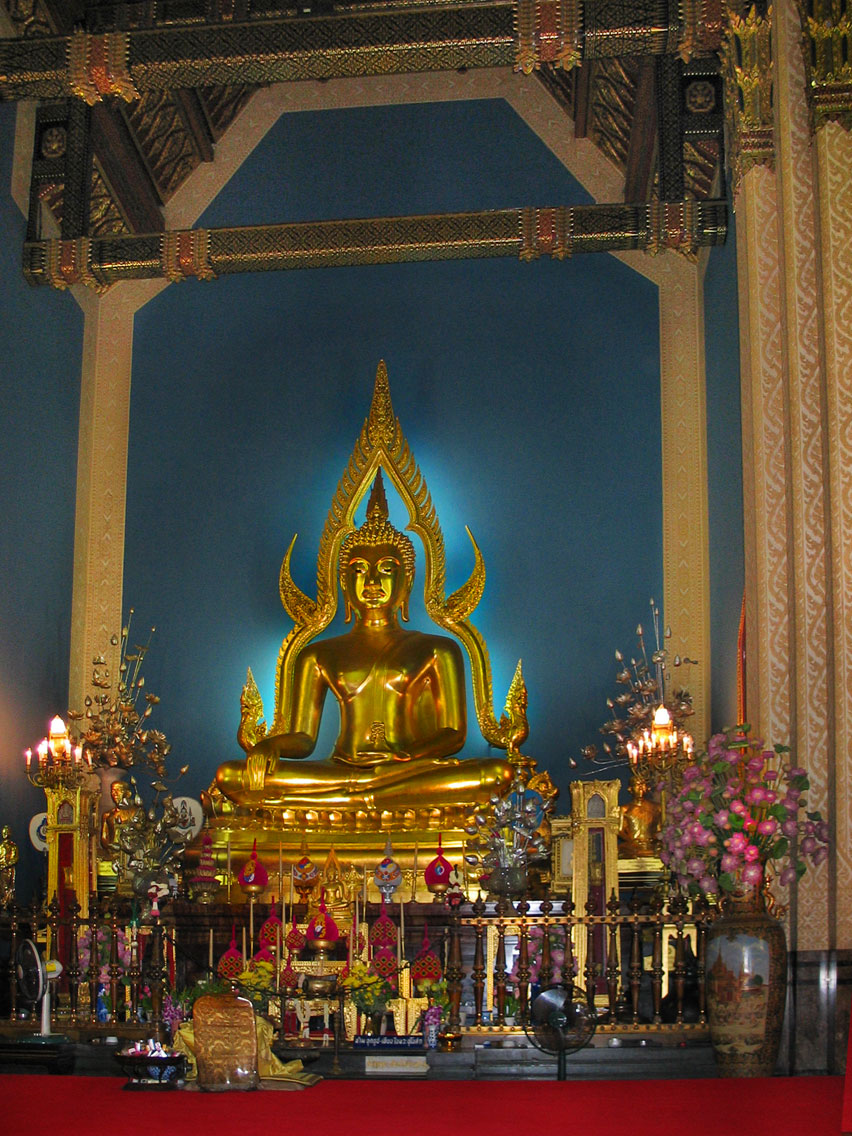
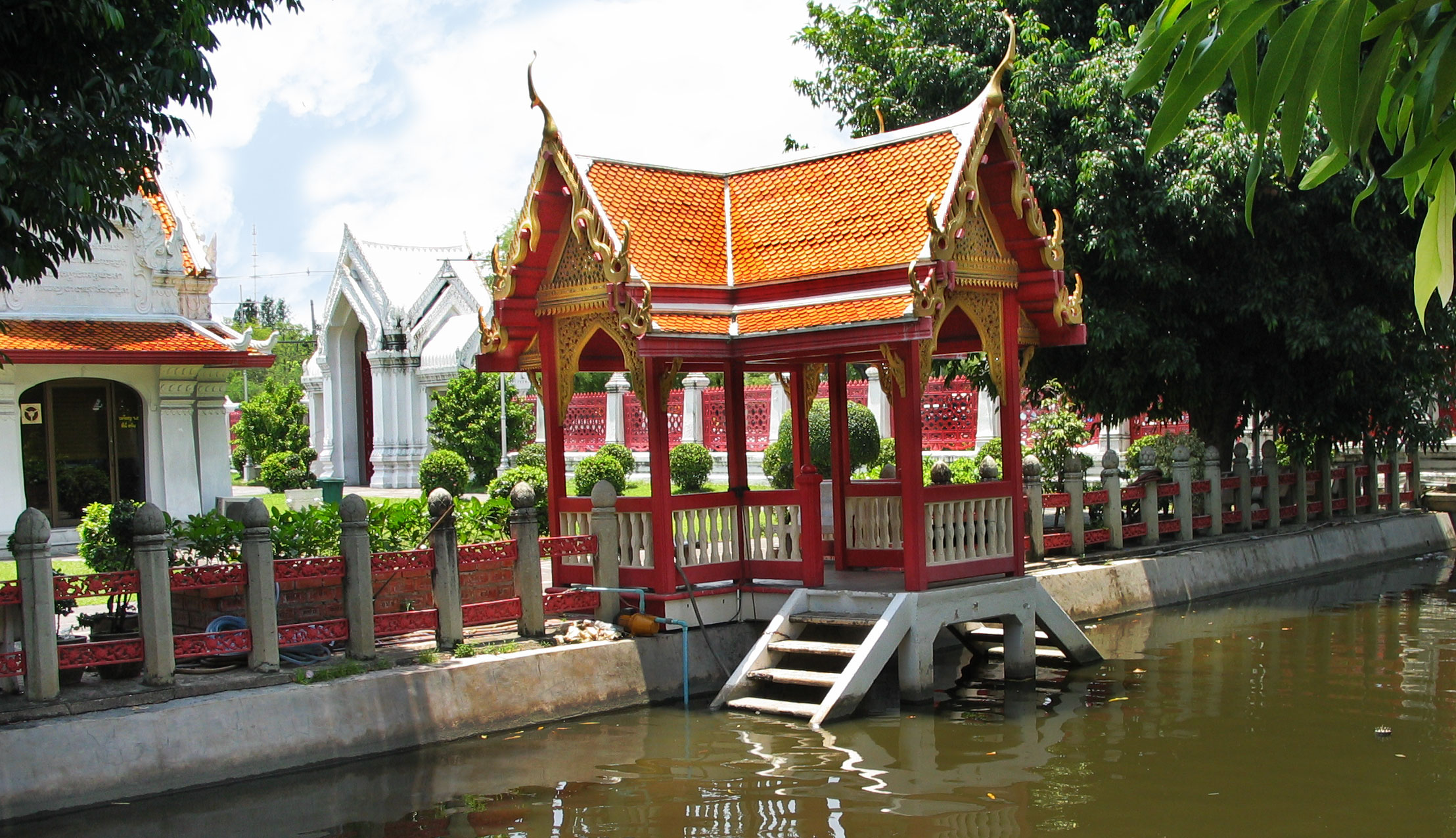
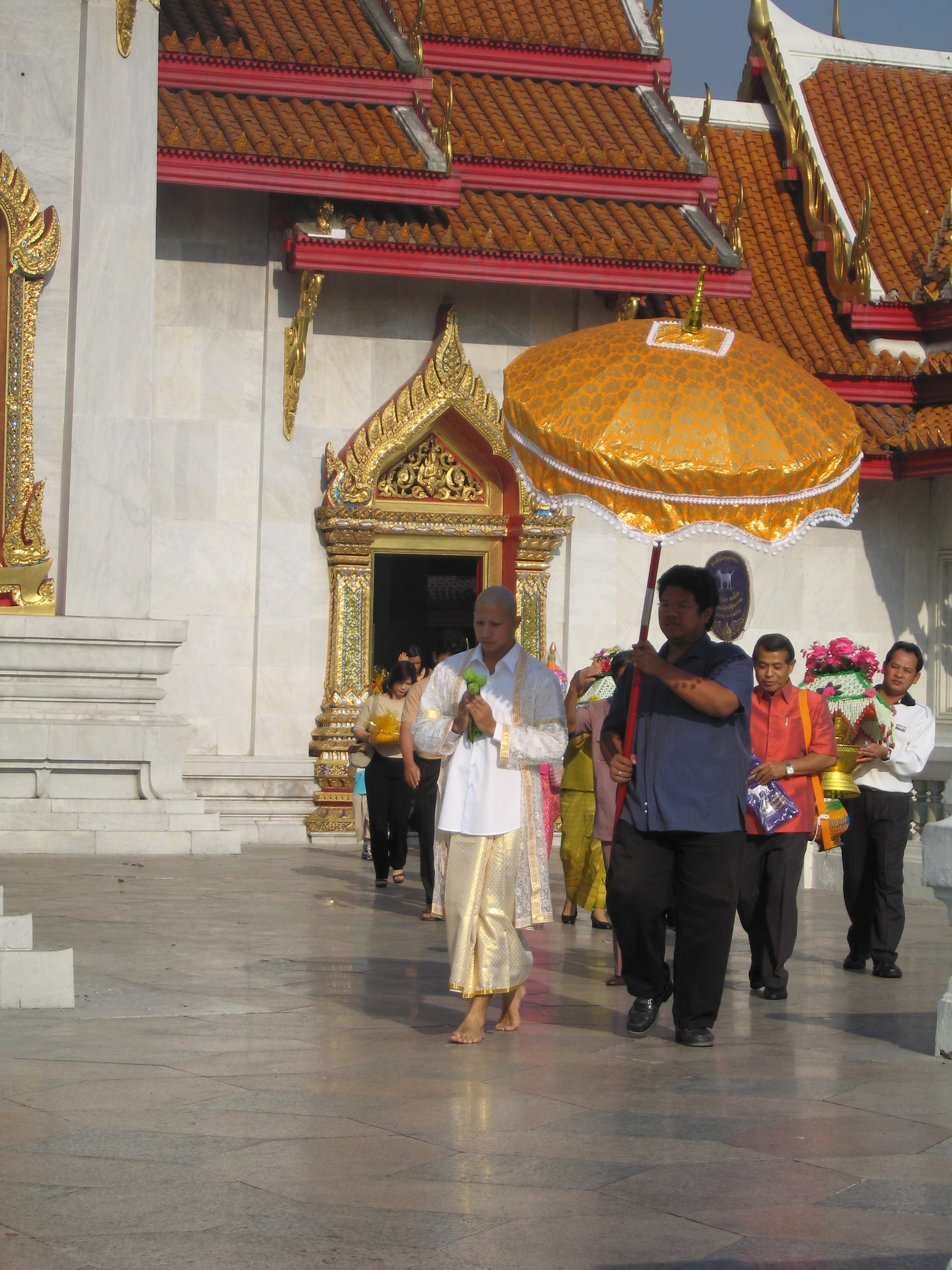
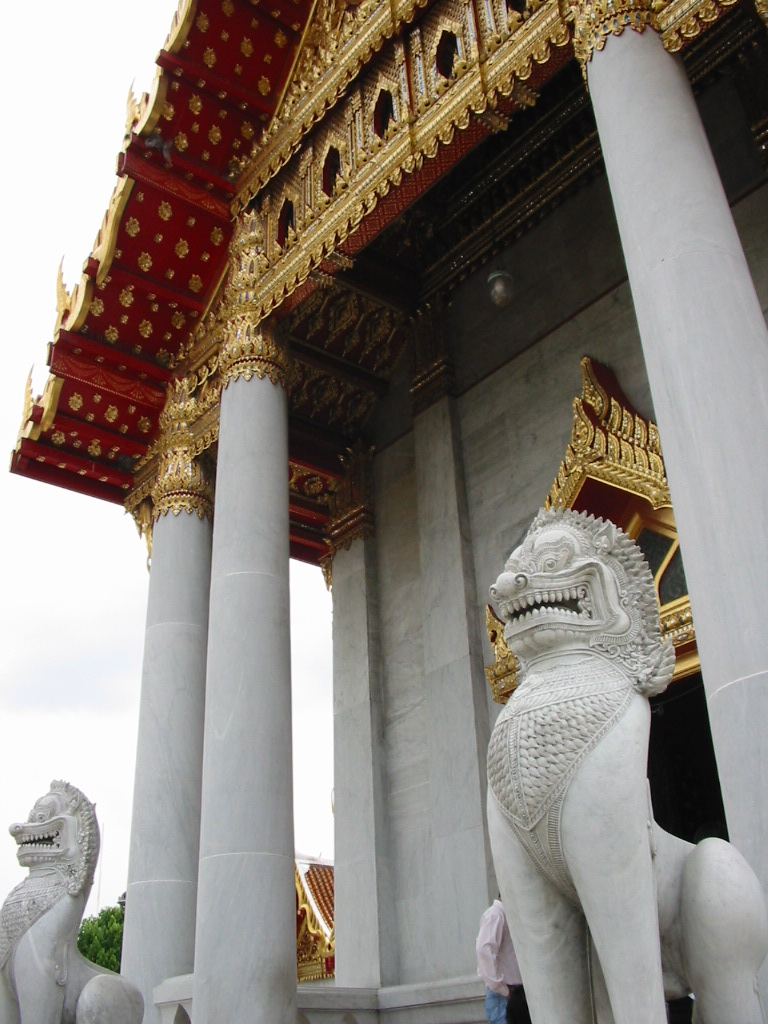
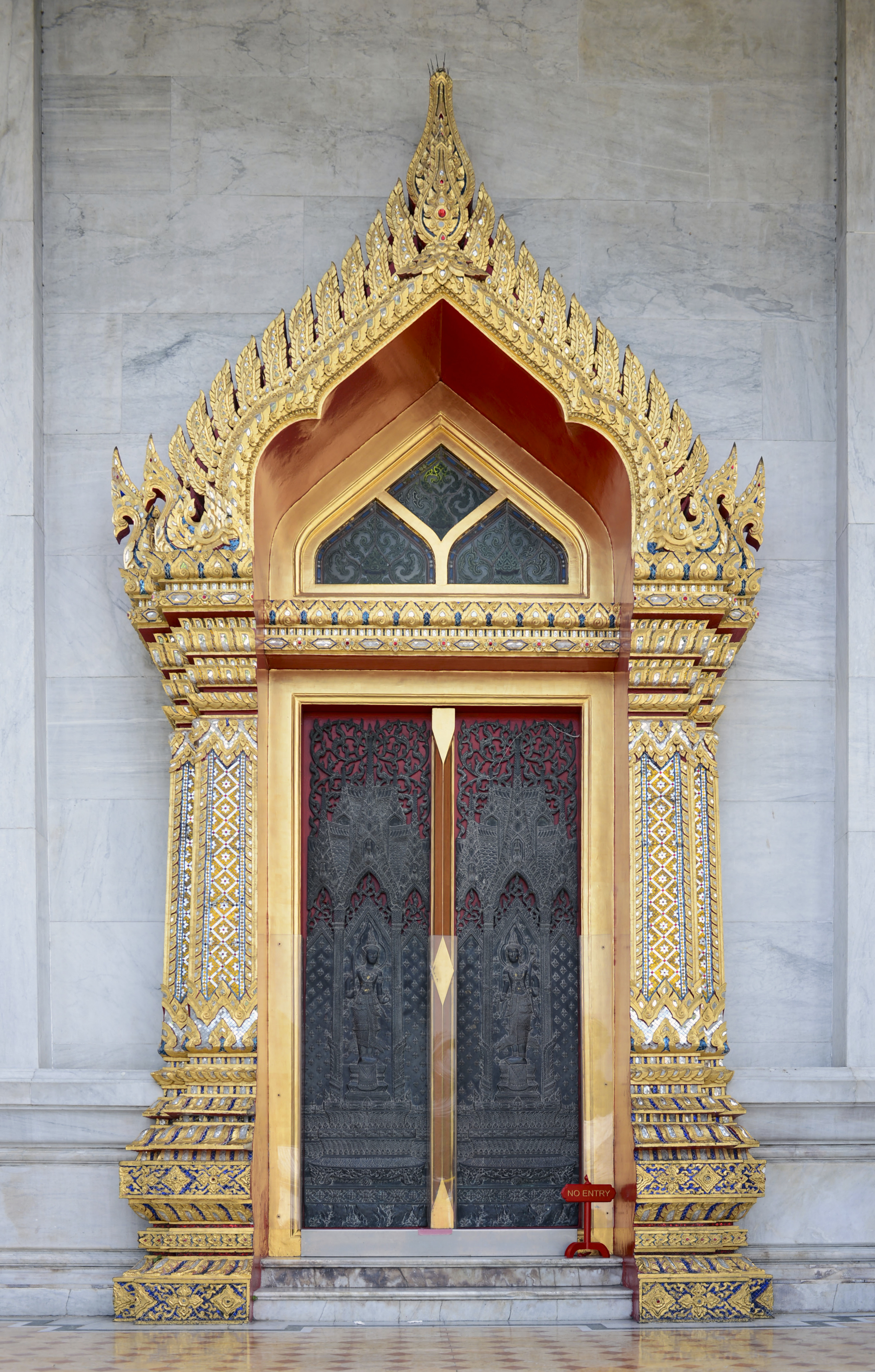